# TuS Pewsum
TuS Pewsum is een sportvereniging uit Pewsum in Oost-Friesland. De belangrijkste sport is voetbal.
De vereniging werd als Turn- und Sportverein Pewsum a.V. von 1863 opgericht in de negentiende eeuw. Het eerste voetbalelftal speelde in het seizoen 2008-09 in de Oberliga Niedersachsen West, het vijfde niveau in het Duitse voetbal. Daarna degradeerde de club naar de Landesliga, waar tot 2017 gespeeld werd.